# Gromnik (gmina)
Gromnik est une gmina rurale du powiat de Tarnów, Petite-Pologne, dans le sud de la Pologne. Son siège est le village de Gromnik, qui se situe environ 23 km au sud de Tarnów et 77 km à l'est de la capitale régionale Cracovie.
La gmina couvre une superficie de 69,81 km2 pour une population de 8 348 habitants.

## Géographie
La gmina inclut les villages de Brzozowa, Chojnik, Golanka, Gromnik, Polichty, Rzepiennik Marciszewski et Siemiechów.
La gmina borde les gminy de Ciężkowice, Pleśna, Rzepiennik Strzyżewski, Tuchów et Zakliczyn.